# Џордан Стал
Џордан Стал (енгл. Jordan Staal; Тандер Беј 10. септембар 1988) је канадски хокејаш који тренутно игра у Каролина харикенсима. Леворук је и игра на позицији центра.

## Каријера

### Јуниорски хокеј
Играо је у Онтарио хокејашкој лиги (ОХЛ) за екипу Питерборо Питсе. У првој сезони за Питсе (2004/05.) забележио је 28 поена (9 голова и 19 асистенција) на 66 меча. У другој је значајно поправио нападачки учинак освојивши 68 бодова на исто толико мечева. Исте сезоне Питерборо је постао првак ОХЛ-а, а Стал је на крају сезоне изабран у ОХЛ Ол стар екипу.

### Питсбург пенгвинси
Питсбург пенгвинси бирали су Стала као другог пика на драфту 2006. године. Почетком октобра 2006. потписао је трогодишњи уговор са Питтсбургом и одмах ускочио у први тим клуба. Током своје прве професионалне сезоне постигао је 29 голова, асистирао 13 пута и освојио 42 бода. Џордан Стал је 10. фебруара 2007. као најмлађи играч НХЛ-а (18 година и 153 дана) постигао свој први хет-трик каријере против Торонто мејпл лифса. Међутим, то му није било довољно за освајање награде за најбољег новајлију лиге која је припала његовом саиграчу Јевгенију Малкину, али је зато биран у НХЛ Ол-руки тим.
Следеће сезоне (2007/08.), Сталов нападачки учинак је заказао, постигавши тек 12 голова и освојивши само 28 бодова. Без обзира на лошу нападачку форму током регуларне сезоне, Стал је током плеј офа био важан играч Пенгвинса у трци за освајање Стенли купа. Он је током плеј офа постигао 6 голова и једну асистенцију. Иако су Пенгвинси стигли до финала, ту су поражени од Детроит ред вингса.
Почетком јануара 2008. продужио је своју верност клубу до завршетка сезоне 2012/13. Сезону је завршио са напретком у односу на прошлогодишњу, остваривши рекордних 27 асистенција за укупан учинак од 49 бодова. У сезони 2008/09 са Питсбург пенгвинсима је освојио Стенли куп победивши у финалу Детроит ред вингсе. Следеће две сезоне се мучио са повредама и пропустио је доста утакмица. Да би се коначно од Зимског класика поново усталио у екипу Питсбурга.
Дана 18. априла 2012, Стал је остварио свој први хет трик у плеј-офу против у победи 10:3 над Филиделфијом флајерсима ма њиховом леду. Пенгвинси су испали у првој рунди плеј-офа, а Стал је серију завршио са шест голова.

### Каролина харикенси
Стал је трејдован у Карлолину харикенсе у замену за Брендона Сутера, Брајана Думоулина и добили право избора осмог пика на драфту 2012. године. Преласком у Каролину Џордан ће имати прилику да заигра са својим старијим братом Ериком. Уговорен је потписао 1. јула на десет година за 60 милиона долара.

### Репрезентација
Џордан Стал је дебитовао са тим Канаде на Светском првенству 2007. у Москви. Након што су пингвини испали у првом кругу плеј-фа, он се придружио брату Ерику да помогне Канади и освоји златну медаљу. У финалу су победили Финску 4:2. У 9 утакмица, Стаал је имао 2 асистенције.

## Клупска статистика
| 2004/05.   | Питерборо Питси    | ОХЛ        | 66  | 9   | 19  | 28  | 29  | 14 | 5  | 5  | 10 | 16 |
| 2005/06.   | Питерборо Питси    | ОХЛ        | 68  | 28  | 40  | 68  | 69  | 19 | 10 | 6  | 16 | 16 |
| 2006/07.   | Питсбург пенгвинси | НХЛ        | 81  | 29  | 13  | 42  | 24  | 5  | 3  | 0  | 3  | 2  |
| 2007/08.   | Питсбург пенгвинси | НХЛ        | 82  | 12  | 16  | 28  | 55  | 20 | 6  | 1  | 7  | 14 |
| 2008/09.   | Питсбург пенгвинси | НХЛ        | 82  | 22  | 27  | 49  | 37  | 24 | 4  | 5  | 9  | 8  |
| 2009/10.   | Питсбург пенгвинси | НХЛ        | 82  | 21  | 28  | 49  | 57  | 11 | 3  | 2  | 5  | 6  |
| 2010/11.   | Питсбург пенгвинси | НХЛ        | 42  | 11  | 19  | 30  | 24  | 7  | 1  | 2  | 3  | 2  |
| 2011/12    | Питсбург пенгвинси | NХЛ        | 62  | 25  | 25  | 50  | 34  | 6  | 6  | 3  | 9  | 2  |
| НХЛ укупно | НХЛ укупно         | НХЛ укупно | 431 | 120 | 128 | 248 | 231 | 73 | 23 | 13 | 36 | 33 |
| ОХЛ укупно | ОХЛ укупно         | ОХЛ укупно | 134 | 37  | 59  | 96  | 98  | 33 | 15 | 11 | 26 | 32 |